# Perrou
Perrou é uma comuna francesa na região administrativa da Normandia, no departamento Orne. Estende-se por uma área de 4,34 km². Em 2010 a comuna tinha 313 habitantes (densidade: 72,1 hab./km²).